# Semomesia capanea
Semomesia capanea is een vlindersoort uit de familie van de prachtvlinders (Riodinidae), onderfamilie Riodininae.
Semomesia capanea werd in 1779 beschreven door Cramer.